# Лазарев Іван Гаврилович
Іва́н Гаври́лович Ла́зарев (19 січня 1898 — 27 вересня 1979) — радянський воєначальник, генерал-лейтенант танкових військ (07.06.1943).

## Життєпис
Народився 7 (19) січня 1898 року в селі Велике Середнє Мосальського повіту Калузької губернії Російської імперії (нині — Юхновського району Калузької області Росії), в селянській родині. Росіянин. У 1914 році розпочав трудову діяльність токарем на заводі «Промет» у Петрограді.
У жовтні 1917 року вступив до партії лівих есерів. Після виступів есерів навесні та влітку 1918 року, залишив лави партії й вступив до РКП(б).
У січні 1918 року добровільно вступив на 2-гі Петроградські радянські артилерійські курси червоних командирів. У лавах Червоної армії з 1918 року: після закінчення курсів у листопаді 1918 року призначений старшим інструктором Петроградського легкого артилерійського запасного дивізіону.

### Громадянська війна в Росії
Учасник Громадянської війни в Росії: з квітня 1919 року — командир 1-ї легкої позиційної батареї Самарського, згодом — Пензенського укріпленого районів на Східному фронті.
У грудні 1919 року направлений в розпорядження штабу Туркестанського фронту. У січні 1920 року вступив у командування кінно-гірською батареєю 3-го дивізіону 3-ї кавалерійської дивізії.
З червня 1920 року — командир кінно-гірської батареї Заволзької зведеної бригади Заволзького військового округу. Брав участь у придушенні антибільшовицького повстання О. В. Сапожкова. Наприкінці вересня того ж року направлений командиром батареї 6-ї армії Південного фронту.
З листопада 1920 по лютий 1921 року, як командир батареї зведеного дивізіону Заволзької артилерійської бригади, брав участь у боротьбі з формуваннями Революційної повстанської армії України Н. І. Махна.
З травня 1921 року перебував у розпорядженні начальника артилерії Харківського військового округу.

### Міжвоєнний період
У серпні 1922 році І. Г. Лазарєв закінчив Вищу артилерійську школу командирів батарей і дивізіонів. Залишений при школі помічником командира, згодом — командиром батареї.
З жовтня 1924 року — командир батареї артилерійського полку при Артилерійських КУКС в Лузі. З листопада того ж року — начальник і комісар школи молодших інструкторів при 11-му артилерійському полку 11-ї стрілецької дивізії 1-го стрілецького корпусу.
У червні 1929 року І. Г. Лазарєв закінчив Військову академію імені М. В. Фрунзе й призначений начальником штабу і тво командира артилерійського полку при Лузьких АртКУКС.
З квітня 1930 року — на викладацькій роботі: спочатку у Військово-технічній академії РСЧА, згодом — у Військовій академії механізації і моторизації РСЧА.
З червня 1935 року — начальник штабу, згодом — командир 16-ї окремої механізованої бригади Білоруського військового округу. У листопаді того ж року присвоєне військове звання «полковник», а 17 лютого 1938 року — «комбриг».

### Друга світова війна
Восени 1939 року разом із 16-ю механізованою бригадою, що входила до складу Вітебської армійської групи, брав участь у радянському вторгненні до Польщі. Після цього командував 22-ю легко-танковою бригадою 11-ї армії Білоруського ОВО (з липня 1940 року — у складі Прибалтійського ОВО).
4 червня 1940 року комбригу І. Г. Лазарєву присвоєно військове звання «генерал-майор танкових військ».
З грудня 1940 року — заступник командира 1-го механізованого корпусу Ленінградського ВО. З березня 1941 року — командир 10-го механізованого корпусу того ж округу.
На початку Німецько-радянської війни 10-й механізований корпус входив до складу 23-ї армії Північного фронту. Корпус брав участь у прикритті державного кордону північніше Виборга, а згодом брав участь у бойових діях по обороні Ленінграда.
20 липня 1941 року генерал-майор танкових військ І. Г. Лазарєв увільнений від посади командира 10-го механізованого корпусу у зв'язку з його переформуванням. Командував Нарвською і Слуцько-Колпінською оперативними групами. З серпня 1941 року — командувач 55-ю армією Ленінградського фронту. У боях за Ленінград дістав важке поранення й до грудня 1941 року перебував на лікуванні.
У грудні 1941 року генерал-майор танкових військ І. Г. Лазарєв призначений заступником генерал-інспектора Головного автобронетанкового управління — заступником головкома Північно-Кавказького напрямку по бронетанковим військам.
10 червня 1942 року призначений командиром 2-го танкового корпусу у складі 5-ї танкової армії Брянського фронту. Брав участь у Воронезько-Ворошиловградській оборонній операції. 22 липня 1942 року генерал-майор танкових військ І. Г. Лазарєв призначений командиром 11-го танкового корпусу. З травня 1943 року і до кінця війни — командир 20-го танкового корпусу.
7 червня 1943 року І. Г. Лазарєву присвоєно військове звання «генерал-лейтенант танкових військ».

### Повоєнний час
Після закінчення війни продовжував командувати 20-м танковим корпусом, переформованим згодом у 20-ту танкову дивізію.
У серпні 1946 року призначений заступником командувача 8-ї механізованої армії в Прикарпатському військовому окрузі.
У серпні 1947 року, за станом здоров'я, переведений на посаду начальника кафедри бронетанкових і механізованих військ Військово-політичної академії ім. В. І. Леніна.
У лютому 1958 року генерал-лейтенант танкових військ І. Г. Лазарєв вийшов у відставку. Мешкав у Москві, де й помер 27 вересня 1979 року. Похований на Кунцевському кладовищі.

## Нагороди
Нагороджений орденом Леніна, чотирма орденами Червоного Прапора, орденом Суворова II ступеня (24.04.1944) і медалями.